# Conca Casale
Conca Casale é uma comuna italiana da região do Molise, província de Isérnia, com cerca de 269 habitantes. Estende-se por uma área de 14 km², tendo uma densidade populacional de 19 hab/km². Faz fronteira com Pozzilli, San Vittore del Lazio (FR), Venafro, Viticuso (FR).

## Demografia
| Variação demográfica do município entre 1861 e 2011                               |
|                                                                                   |
| Fonte: Istituto Nazionale di Statistica (ISTAT) - Elaboração gráfica da Wikipedia |